# Titus Clodius Vibius Varus
Titus Clodius Vibius Varus war ein im 2. Jahrhundert n. Chr. lebender römischer Politiker. In einer Inschrift und den Militärdiplomen wird sein Name als Titus Vibius Varus angegeben.
Durch Militärdiplome, die z. T. auf den 7. Februar 160 datiert sind sowie durch Inschriften ist belegt, dass Vibius Varus 160 zusammen mit Appius Annius Atilius Bradua ordentlicher Konsul war; die beiden übten dieses Amt bis Ende Februar aus. Sein Name ist auch in den Fasti Ostienses partiell erhalten.